# Лемуан, Поль
Поль Лемуан (фр. Paul Lemoine; 18 марта 1878, Париж — 14 марта 1940, Париж) — французский
геолог и биолог, педагог, профессор и директор (1932—1936) Национального музея естественной истории, основатель Венсенского зоопарка. Член Французской академии наук .

## Биография
Сын химика, президента Французской академии наук Жоржа Лемуана (1841—1922), который в 1864 году изобрёл трисульфид тетрафосфора, используемый для изготовления спичек.
В 1902—1903 проводил геологические исследования северного и западного Мадагаскара, в частности, Анциранана, изучал геологическую историю Индийского океана.
В 1904 году осуществил геолого-разведочные исследования в Марокко. С 1908 по 1919 год руководил Геологической колониальной лабораторией (Géologie au Laboratoire Colonial) в Париже. В течение этого периода времени он также читал лекции по геологии в специальной архитектурной школе (École Spéciale d’Architecture, 1909—1920).
После выхода на пенсию С.-Э. Менье (1843—1925), в 1920 был назначен заведующим кафедрой геологии в Национального музея естественной истории. С 1932 по 1936 год был директором этого музея.
В 1916 году был в числе основателей палеонтологического общества Société de Documentation Paléontologique.
Член Биогеографического общества, Французского общества минералогии и кристаллографии.
В 1923 и 1936 годах — президент Французского геологического общества.

## Избранные труды
- Conférences sur Madagascar, 1904
- Mission dans le Maroc occidental (automne 1904), 1905
- Études géologiques dans le nord de Madagascar: Contributions à l’histoire géologique de l’océan indien, 1906
- Contributions à la géologie des colonies françaises, 1908-09
- Géologie du bassin de Paris, 1911
- Excursion de la Société géologique de France à Vigny et à Meulan (Seine-et-Oise), le 17 mars 1912, sous la conduite de MM. G.-F. Dollfus et Paul Lemoine. Étude de la position stratigraphique du calcaire pisolithique, 1912
- Afrique occidentale, 1913
- Volcans et tremblements de terre, 1928
- Mon oeuvre au Muséum national d’histoire naturelle pendant cinq ans de direction. 1932—1936, 1936
- Bibliographie des sciences géologiques, (1937).